# یونس‌کوی، قسطمونی
یونس‌کوی (به ترکی استانبولی: Yunusköy) یک منطقهٔ مسکونی در ترکیه است که در قسطمونی واقع شده‌است.